# 巫和懋
巫和懋（1952年9月26日—2024年5月3日），生於台灣台中市，籍貫安徽省無為縣（今中華人民共和國安徽省无为市），中華民國經濟學者，專長於賽局理論、不確定狀態經濟學、應用個體經濟與國際貿易。

## 生平
大學考取台灣大學數學系，轉系台大經濟系，取得學士學位與碩士學位。至美國史丹福大學留學，取得經濟學博士，論文指導教授為肯尼斯·阿羅（Kenneth Arrow）。曾在美國杜蘭大學任教十餘年。1993年，放棄杜蘭大學永久教授職位，回到台灣大學經濟學系任教。
在林毅夫邀請下，於2006年放棄台灣大學教職，至中國北京大學中國經濟研究中心任教，任朗润讲席教授；2008年至2012年期间，他担任北京大学国家发展研究院常务副院长。2015年，巫教授受邀加入中欧国际商学院。
2024年病逝於台北市。